# Melanie Walter
Melanie Walter (* 9. Dezember 1973 in Uelzen) ist eine deutsche Politikerin (SPD). Sie ist seit 2025 niedersächsische Ministerin für Europa und Regionale Landesentwicklung in der Staatskanzlei.

## Leben
Walter wuchs in Reinstorf auf und legte 1993 das Abitur in Lüneburg ab. Sie absolvierte anschließend von 1993 bis 1998 ein Lehramtsstudium der Wirtschafts- und Politikwissenschaften an der Carl von Ossietzky Universität Oldenburg. Von 1998 bis 2000 absolvierte sie in Hannover das Referendariat für das Lehramt an berufsbildenden Schulen. Von 2001 bis 2008 war sie als Referentin und Projektleiterin für die Industrie- und Handelskammer Hannover tätig. Anschließend wechselte sie in die Verwaltung der Landeshauptstadt Hannover, wo sie zunächst von 2008 bis 2013 Bereichsleiterin für Grundsatzfragen, Integration, Internationales, Europa und Wissenschaft im Büro des damaligen Oberbürgermeisters Stephan Weil war. Von 2013 bis 2016 war sie Bereichsleiterin Migration und Teilhabe der Landeshauptstadt Hannover. Von 2016 bis 2018 war sie Büroleiterin von Weil in dessen Funktion als niedersächsischer Ministerpräsident. Von 2018 bis 2025 war sie Abteilungsleiterin Berufliche Bildung im Niedersächsischen Kultusministerium.
Sie ist verheiratet, hat eine Tochter und lebt in Hannover-Döhren.

## Politik
Walter ist seit 1999 Mitglied der SPD. Seit 2024 ist sie gemeinsam mit Adis Ahmetovic Vorsitzende des SPD-Stadtverbands Hannover.
Am 20. Mai 2025 wurde Walter zur Ministerin für Europa und Regionale Landesentwicklung in der Niedersächsischen Staatskanzlei ernannt.